# أق كهريز
أق‌ كهريز هي قرية في مقاطعة شبستر، إيران. عدد سكان هذه القرية هو 261 في سنة 2006.